# 阿瑟·富特
阿瑟·富特（英語：Arthur Foote；1853年3月5日—1937年4月4日），美国作曲家，音乐教育家。早年在哈佛大学师从佩因学习，后又到法国进修。回国后担任管风琴师并从事教学。富特是19世纪重要的美国作曲家，他主要写作室内乐，风格接近勃拉姆斯。他还写过一些音乐教材，被广泛使用。

## 外部連結
- 阿瑟·富特的免费乐谱，由国际乐谱典藏计划提供